# Prix Uranie
Prix Uranie är ett travlopp för 3-åriga varmblodiga ston som körs på Vincennesbanan utanför Paris i Frankrike varje år. Det går av stapeln samma dag som Prix Victor Régis. Det är ett Grupp 2-lopp, det vill säga ett lopp av näst högsta internationella klass. Loppet körs över distansen 2175 meter. Förstapris är 54 000 euro, vilket gör loppet till ett av de större treåringsloppen i Frankrike.

## Vinnare
| År   | Häst               | Efter              | Kusk                 | Tränare                 | Tid    |
| ---- | ------------------ | ------------------ | -------------------- | ----------------------- | ------ |
| 2024 | Liza Josselyn      | Ready Cash         | Jean-Michel Bazire   | Jean-Michel Bazire      | 1'10"7 |
| 2023 | Kana de Beylev     | Express Jet        | Benjamin Rochard     | William Bigeon          | 1'13"0 |
| 2022 | Just Love You      | Love You           | Alexandre Abrivard   | Laurent-Claude Abrivard | 1'11"4 |
| 2021 | Ivensong           | Ready Cash         | David Thomain        | Philippe Allaire        | 1'12"0 |
| 2020 | Hirondelle Sibey   | Gazouillis         | Éric Raffin          | Jean-Michel Baudouin    | 1'12"9 |
| 2019 | Gunilla d'Atout    | Ready Cash         | Éric Raffin          | Sébastien Guarato       | 1'12"2 |
| 2018 | Fly With Us        | Ready Cash         | Éric Raffin          | Philippe Allaire        | 1'12"9 |
| 2017 | Erminig d'Oliverie | Scipion du Goutier | Franck Nivard        | Franck Leblanc          | 1'14"9 |
| 2016 | Dawana             | Ready Cash         | Gabriele Gelormini   | Philippe Allaire        | 1'14"3 |
| 2015 | Calita Wood        | Goetmals Wood      | Jean-Pierre Dubois   | Yves Boireau            | 1'15"1 |
| 2014 | Biche des Clos     | Rolling d'Héripré  | Mathieu Mottier      | Dominique Mottier       | 1'15"1 |
| 2013 | Axelle Dark        | Ready Cash         | Jos Verbeeck         | Philippe Allaire        | 1'14"7 |
| 2012 | Valse Darling      | Prodigious         | Julien Dubois        | Philippe Moulin         | 1'15"1 |
| 2011 | Une de Bertrange   | Fortuna Fant       | Jean-Michel Bazire   | Jean-Michel Bazire      | 1'14"5 |
| 2010 | Tolérance          | Insert Gédé        | Thierry Duvaldestin  | Thierry Duvaldestin     | 1'15"  |
| 2009 | Sanawa             | Jeanbat du Vivier  | Jos Verbeeck         | Philippe Allaire        | 1'15"3 |
| 2008 | Return Money       | Corot              | Thierry Duvaldestin  | Thierry Duvaldestin     | 1'16"1 |
| 2007 | Qualita Bourbon    | Love You           | Jean-Pierre Dubois   | Jean-Pierre Dubois      | 1'15"7 |
| 2006 | Pearl Queen        | Carpe Diem         | Thierry Duvaldestin  | Thierry Duvaldestin     | 1'14"9 |
| 2005 | Otica Starlett     | Esotico Star       | Frédéric Prat        | Frédéric Prat           | 1'16"  |
| 2004 | Nina Madrik        | In Love With You   | Pierre Levesque      | Fabrice Souloy          | 1'16"7 |
| 2003 | Miss Wood          | Goetmals Wood      | Jean-Michel Bazire   | Michel Donio            | 1'16"3 |
| 2002 | Leda d'Occagnes    | Cygnus d'Odyssée   | Wilhelm Paal         | Pierre-Désiré Allaire   | 1'17"1 |
| 2001 | Kidacra            | Qualmont du Vivier | Alain Laurent        | Alain Laurent           | 1'15"6 |
| 2000 | Jorade du Fruitier | Caballio In Blue   | Michel Lenoir        | Jacques Bruneau         | 1'18"0 |
| 1999 | Iatka Bocain       | Renoso             | Étienne Lecot        | Jean-François Yver      | 1'17"0 |
| 1998 | Hernanda           | Passionnant        | Vincent Viel         | Jean-Pierre Viel        | 1'16"7 |
| 1997 | Gina des Jacquots  | Bon Conseil        | Jean-Pierre Viel     | Jean-Pierre Viel        | 1'16"8 |
| 1996 | Floda Josselyn     | Workaholic         | Jean-Michel Bazire   | L.Goncalves-Fernandes   | 1'16"9 |
| 1995 | Eyra de Bellouet   | Viking's Way       | Patrice Lebouteiller | Patrice Lebouteiller    | 1'17"5 |
| 1994 | Déa Josselyn       | Armbro Goal        | Jean-Étienne Dubois  | Jean-Étienne Dubois     | 1'18"7 |
| 1993 | Concertina         | Rainbow Runner     | Jean-Étienne Dubois  | Jean-Étienne Dubois     | 1'18"7 |
| 1992 | Bauxite Bocain     | Granit             | Étienne Lecot        | Jean-François Yver      | 1'18"  |